# Ligne 10 du tramway d'Anvers
Pour les articles homonymes, voir Ligne 10.
La ligne 10 du tramway d'Anvers est une ligne de tramway  qui relie Wijnegem (Fortveld) à Hoboken (P+R Schoonselhof), dans la province d'Anvers en Belgique.

## Histoire
1873 : mise en service entre le Melkmart et la Porte de Turnhout à Borgerhout.
31 octobre 1903 : électrification ; attribution de l'indice 10.
12 juin 1906 : extension de la porte de Turnhout à Deurne Chaussée de Turnhout.
1933 : extension de Deurne Chaussée de Turnhout à Deurne Chaussée de Schoten.
14 avril 2012 :  extension de Deurne Chaussée de Schoten à Wijnegem Fortveld.
18 avril 2017 : déviation par le prémétro à Anvers jusqu'à la station Astrid, section Anvers Central - Anvers Melkmarkt reprise par la ligne 24.
3 juin 2017 : extension d'Astrid vers Hoboken P+R Schoonselhof par la nouvelle trémie depuis le prémétro sur la Frankrijklei.
État au 1er septembre 2019 : 10 Hoboken P+R Schoonselhof - Wijnegem Fortveld.

## Tracé et stations
La ligne 10 relie la commune de Wijnegem (à l'est de l'agglomération) à P+R Schoonselhof (au sud-ouest de l'agglomération). Elle emprunte le Reuzenpijp entre les stations Hof ter Lo et Stadspark.

### Les stations
|  |   |  | Station                   | Lat/Long                    | Commune  | Correspondances |
|  | - |  | ------------------------- | --------------------------- | -------- | --- |
|  | O |  | Wijnegem - Fortveld       | 51° 13′ 31″ N, 4° 30′ 41″ E | Wijnegem | Ligne 5 du tramway d'Anvers |
|  | o |  | Schijnbeemden             | 51° 13′ 29″ N, 4° 30′ 25″ E | Wijnegem | Ligne 5 du tramway d'Anvers |
|  | o |  | Wijnegem Shopping Center  | 51° 13′ 26″ N, 4° 30′ 08″ E | Wijnegem | Ligne 5 du tramway d'Anvers |
|  | o |  | Ertbrugge                 | 51° 13′ 20″ N, 4° 29′ 38″ E | Anvers   | Ligne 5 du tramway d'Anvers |
|  | o |  | Havik                     | 51° 13′ 16″ N, 4° 29′ 19″ E | Anvers   | Ligne 5 du tramway d'Anvers |
|  | o |  | Ruggeveld                 | 51° 13′ 11″ N, 4° 28′ 56″ E | Anvers   | Ligne 5 du tramway d'Anvers |
|  | o |  | Schotensesteenweg         | 51° 13′ 08″ N, 4° 28′ 33″ E | Anvers   | |
|  | o |  | Venneborg                 | 51° 13′ 11″ N, 4° 28′ 12″ E | Anvers   | |
|  | o |  | Lunden                    | 51° 13′ 12″ N, 4° 27′ 49″ E | Anvers   | |
|  | o |  | Gallifortlei              | 51° 13′ 13″ N, 4° 27′ 35″ E | Anvers   | |
|  | o |  | Cogelsplein               | 51° 13′ 11″ N, 4° 27′ 18″ E | Anvers   | |
|  | o |  | Hof ter Lo                | 51° 13′ 06″ N, 4° 26′ 59″ E | Anvers   | |
|  | o |  | Zegel                     | 51° 12′ 51″ N, 4° 26′ 34″ E | Anvers   | Ligne 8 du tramway d'Anvers |
|  | o |  | Astrid - Centraal Station | 51° 13′ 08″ N, 4° 25′ 17″ E | Anvers   | SNCB |
|  | o |  | Opera                     | 51° 13′ 05″ N, 4° 24′ 56″ E | Anvers   | Ligne 1 du tramway d'Anvers · Ligne 3 du tramway d'Anvers · Ligne 5 du tramway d'Anvers · Ligne 9 du tramway d'Anvers · Ligne 15 du tramway d'Anvers |
|  | o |  | Stadspark                 | 51° 12′ 51″ N, 4° 24′ 42″ E | Anvers   | Ligne 1 du tramway d'Anvers |
|  | o |  | Nationale Bank            | 51° 12′ 42″ N, 4° 24′ 31″ E | Anvers   | Ligne 4 du tramway d'Anvers · Ligne 7 du tramway d'Anvers · Ligne 10 du tramway d'Anvers                                                             |
|  | o |  | Kasteelplein              | 51° 12′ 32″ N, 4° 24′ 09″ E | Anvers   | Ligne 10 du tramway d'Anvers |
|  | o |  | Bres                      | 51° 12′ 27″ N, 4° 23′ 52″ E | Anvers   | Ligne 10 du tramway d'Anvers |
|  | o |  | Bestorming                | 51° 12′ 22″ N, 4° 23′ 47″ E | Anvers   | |
|  | o |  | Broedermin                | 51° 12′ 11″ N, 4° 23′ 36″ E | Anvers   | |
|  | o |  | Zuid                      | 51° 12′ 02″ N, 4° 23′ 28″ E | Anvers   | Ligne 1 du tramway d'Anvers · Ligne 4 du tramway d'Anvers                                                                                            |
|  | o |  | Station Antwerpen-Zuid    | 51° 11′ 53″ N, 4° 23′ 24″ E | Anvers   | SNCB |
|  | o |  | Kolonel Silvertop         | 51° 11′ 45″ N, 4° 23′ 17″ E | Anvers   | Ligne 4 du tramway d'Anvers |
|  | o |  | Generaal Armstrong        | 51° 11′ 41″ N, 4° 23′ 03″ E | Anvers   | Ligne 4 du tramway d'Anvers |
|  | o |  | Kielpark                  | 51° 11′ 34″ N, 4° 22′ 51″ E | Anvers   | Ligne 4 du tramway d'Anvers |
|  | o |  | Abdijstraat               | 51° 11′ 26″ N, 4° 22′ 43″ E | Anvers   | Ligne 4 du tramway d'Anvers |
|  | o |  | Grens Kiel                | 51° 11′ 11″ N, 4° 22′ 31″ E | Anvers   | Ligne 4 du tramway d'Anvers |
|  | o |  | Zwaantjes                 | 51° 10′ 59″ N, 4° 22′ 22″ E | Anvers   | Ligne 2 du tramway d'Anvers · Ligne 4 du tramway d'Anvers                                                                                            |
|  | o |  | Aartselaarstraat          | 51° 10′ 38″ N, 4° 22′ 05″ E | Anvers   | |
|  | o |  | Heidestraat               | 51° 10′ 26″ N, 4° 21′ 58″ E | Anvers   | |
|  | o |  | Karel Meyvis              | 51° 10′ 16″ N, 4° 21′ 51″ E | Anvers   | |
|  | O |  | P+R Schoonselhof          | 51° 10′ 10″ N, 4° 21′ 45″ E | Anvers   | P+R |

## Exploitation de la ligne
La ligne 10 est exploitée par De Lijn. Ses 8,0 km sont parcourus en 45 minutes.

### Fréquence
La ligne 10 a une fréquence d'un tram toutes les dix minutes en journée, et d'un tram toutes les quinze minutes en soirée.

### Matériel roulant
La ligne est exploitée à l'aide de rames Bombardier Hermelijn et depuis le 30 janvier 2023 de rames CAF Urbos 100.